# Jacques Fatton
Jacques "Jacky" Fatton (Exincourt, 19 de desembre de 1925 - Ginebra, 26 de juliol de 2011) fou un futbolista suís dels anys 40 i 50.
Disputà un total de 53 partits amb la selecció de Suïssa entre 1946 i 1955, marcant 29 gols. Disputà els Mundials de 1950 i 1954.
Pel que fa a clubs, destacà defensant els colors de Servette FC i Olympique de Lió. Fou màxim golejador de la lliga suïssa de futbol els anys 1949 (21 gols), 1950 (32 gols) i 1962 (25 gols).